# Chavicol
Le chavicol, ou p-allylphénol est un composé organique aromatique de la famille des phénylpropènes, un sous-groupe des phénylpropanoïdes. Il est constitué d'un noyau benzénique substitué par un groupe alcool (phénol) et un groupe allyle, en position para.
Il se présente sous la forme d'un liquide incolore modérément soluble dans l'eau et soluble dans l'alcool, l'éther et le chloroforme.
Il est naturellement présent dans l'huile de feuilles de bétel dont il constitue 30 à 40 % et est responsable de l'odeur. Il est également présent dans l'huile essentielle de bay, nom donné à l'épice faite avec les feuilles de Pimenta racemosa ainsi que l'eugénol.
Son odeur fait qu'il est utilisé en parfumerie.

## Biosynthèse
Comme les autres phénylpropènes, il est biosynthétisé par la voie métabolique des phénylpropanoïdes. C'est donc un dérivé indirect de la phénylalanine via notamment l'acide cinnamique, l'acide paracoumarique et l'alcool paracoumarylique.